# Organillo

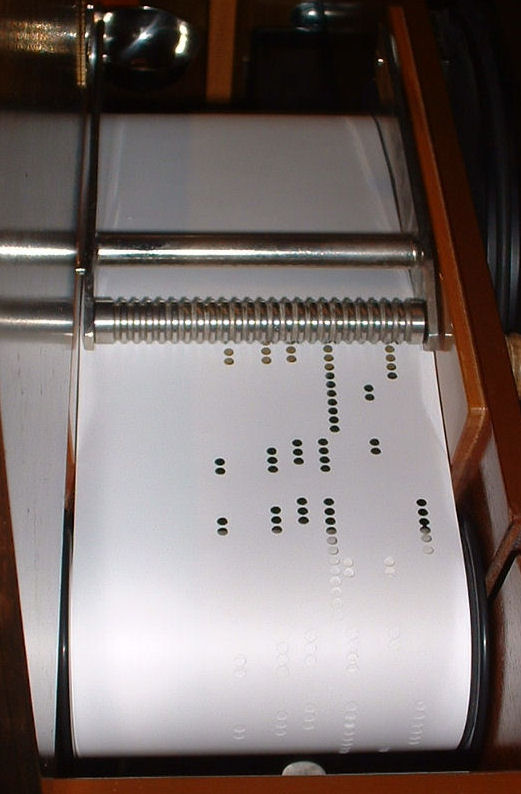
organillo

L'organillo est un instrument de musique portatif inventé au XIXe siècle en Angleterre[réf. souhaitée].
Il est utilisé en particulier à Buenos Aires à la fin du XIXe siècle dans des orchestres de rue.
L'organillo est un instrument qui est composé d'une soufflerie, de tuyaux et d'un dispositif sur lequel on peut venir placer un rouleau cylindrique de papier perforés. La soufflerie envoie de l'air dans plusieurs trous qui sont bouchés par la bande de papier. Lorsqu'on tourne la manivelle, le rouleau avance et les trous du papier laissent passer l'air qui s'engouffre alors dans un tuyau (comme dans un orgue) et l'organillo émet un son.